# Lindtneria rugospora
Lindtneria rugospora är en svampart som först beskrevs av Overh. ex W.B. Cooke, och fick sitt nu gällande namn av M.J. Larsen 1986. Lindtneria rugospora ingår i släktet Lindtneria och familjen Stephanosporaceae.   Inga underarter finns listade i Catalogue of Life.